# South Western Railway (Engeland)
South Western Railway (SWR) is een Britse spoorwegonderneming, die de treindienst in zuidwest Engeland verzorgt. Het bedrijf is het gezamenlijke eigendom van van FirstGroup (70%) en MTR Corporation (30%) en is actief sinds 20 augustus 2017, als de opvolger van South West Trains, dat door Stagecoach werd uitgebaat. De concessie Zuidwest (South Western franchise) heeft een looptijd van 7 jaar, en verloopt op 18 augustus 2024.
Het bedrijf rijdt de voorstadsdienst vanuit station London Waterloo in centraal Londen naar zuidwest Londen. Ook rijdt SWR de voorstads- en regionale treinen in de graafschappen Surrey, Hampshire en Dorset en de regionale diensten in Devon, Somerset, Berkshire en Wiltshire. Ook de Island Line op het Isle of Wight hoort bij deze concessie.
Per 25 mei 2025 zal de concessie genationaliseerd worden, als onderdeel van de deprivatisering van de Britse spoorwegen.